# Trädgårdsen
Trädgårdsen (Juniperus × pfitzeriana) är en cypressväxtart som först beskrevs av Franz Ludwig Späth, och fick sitt nu gällande namn av P. Schmidt. Trädgårdsen ingår i släktet enar, och familjen cypressväxter. Arten förekommer tillfälligt i Sverige, men reproducerar sig inte.